# Cranberry Street Tunnel
De Cranberry Street Tunnel is een metrotunnel van de metro van New York. De tunnel ligt onder de East River tussen het Financial District van Manhattan en Cranberry Street in Brooklyn.
De tunnel ligt op het zuidoostelijk gerichte eind van het traject van de Eighth Avenue Line. De tunnel begint na het metrostation Fulton Street/Broadway-Nassau Street in Lower Manhattan en loopt onder Fulton Street en South Street Seaport en vervolgens onder de East River en het Brooklyn Bridge Park naar Cranberry Street in de wijk Brooklyn Heights in Brooklyn met het station High Street-Brooklyn Bridge. Hier is de overgang naar de Fulton Street Line. Ventilatieroosters van de tunnel zijn zichtbaar bij Furman Street in Brooklyn. De metrolijnen A en C maken gebruik van de tunnel. Met 27 treinen per uur op piekmomenten is de tunnel in gebruik op (bijna) volle capaciteit.
De tunnel werd ingehuldigd op 1 februari 1933. Na de doortocht van orkaan Sandy en de waterinsijpeling in de tunnels werd een grondig onderhoud uitgevoerd op de tunnel van voorjaar 2016 tot voorjaar 2017 voor een bedrag van 102,6 miljoen dollar.